# Деда Мирослав Мирославович
Мирослав Мирославович Деда (нар. 28 травня 1999) — український футболіст і футзаліст,  гравець «Яніва».

## Життєпис

### Ранні роки
Вихованець аматорського клубу БРВ-ВІК (Володимир-Волинський) та ДЮСШ луцької «Волині». Із 2012 по 2016 рік провів у чемпіонаті ДЮФЛ 71 матч, забивши 21 гол.

### Клубна кар'єра
23 липня 2016 року дебютував за молодіжну (U-21) команду «хрестоносців» у виїзному поєдинку проти дніпровського «Дніпра». У юнацькій (U-19) команді дебютував 8 серпня того ж року в домашньому матчі з київським «Арсеналом».
В основному складі «Волині» Мирослав Деда дебютував 21 вересня 2016 року в матчі 1/8 Кубка України проти донецького «Олімпік», вийшовши на заміну замість Сергія Петрова, та відзначившись на 79 хвилині матчу забитим м'ячем.
26 листопада 2016 року був помилково внесений як запасний до стартового протоколу домашньої гри Прем'єр-ліги проти київського «Динамо», але зрештою на 46-й хвилині зустрічі на полі з'явився його брат Ярослав, якого спочатку не було у протоколі.
Після вибуття «Волині» з вищого дивізіону українського футболу Мирослав Деда грав за аматорські команди «Юність» (Гійче) та ФК «Янів» (Івано-Франкове).
В сезоні 2021/22 грає за «Янів», що виступає у львівській зоні другої ліги чемпіонату України з футзалу.

## Статистика
Статистичні дані наведено станом на 26 листопада 2016 року
| Клуб     | Ліга         | Сезон   | Чемпіонат | Чемпіонат | Кубок | Кубок | U-21 | U-21 |
| Клуб     | Ліга         | Сезон   | Ігри      | Голи      | Ігри  | Голи  | Ігри | Голи |
| -------- | ------------ | ------- | --------- | --------- | ----- | ----- | ---- | ---- |
| «Волинь» | Прем'єр-ліга | 2016/17 |           |           | 1     | 1     | 8    | 0    |

## Родина
Брат Мирослава Ярослав також є професіональним футболістом.